# 大阪府立堺支援学校

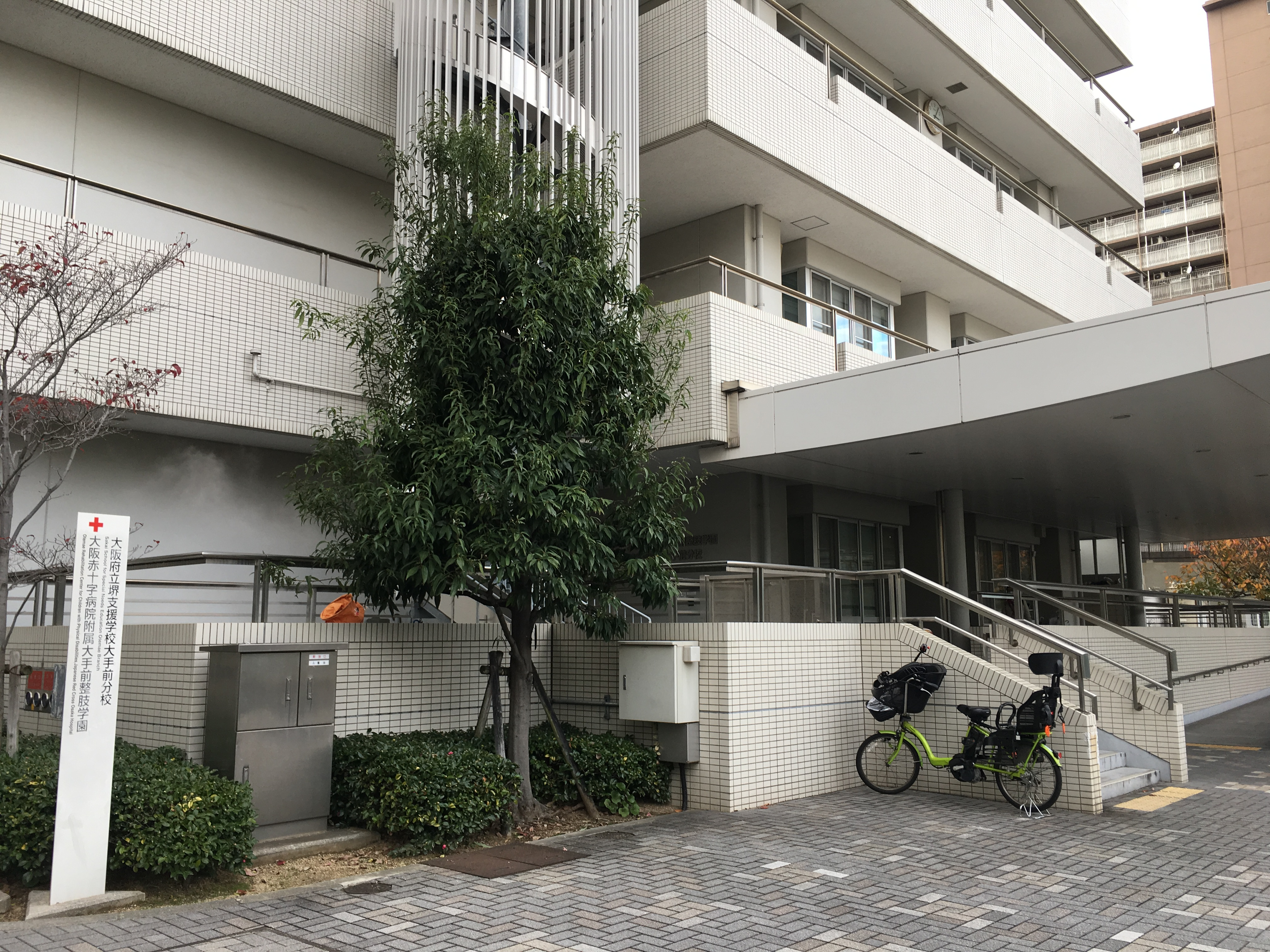
大阪府立堺支援学校大手前分校 外観

大阪府立堺支援学校（おおさかふりつ さかいしえんがっこう）は、大阪府堺市堺区にある特別支援学校。

## 概要
本校は小学部・中学部・高等部（普通課程・商業課程）を設置し、肢体不自由のある児童・生徒に対する支援教育を主におこなっている。また高等部には生活課程も併設し、知的障害のある生徒への支援教育もおこなっている。
また、大阪市天王寺区に大手前分校（小学部・中学部）を設置し、肢体不自由児施設の大阪赤十字病院附属大手前整肢学園に入所している児童・生徒に対しての支援教育を実施している。

## 沿革
肢体不自由児教育の実践的研究のため、1952年に大阪府立盲学校（現・大阪府立視覚支援学校）に特殊学級を開設したことが、学校の起源となっている。また1953年には大阪市大淀区（現・北区）中津・大阪府立整肢学院内に肢体不自由児対象の分教室も設置した。
盲学校の特殊学級を発展させる形で、1956年に大阪府立としては初めての養護学校・大阪府立養護学校として開校した。また分教室をもとにして、中津分校も同時に開設している。
開校当初は固有の校名を持たなかったが、1966年に府立2番目の養護学校・大阪府立高槻養護学校が開校したことにより、大阪府立堺養護学校に改称している。
1967年には大阪市東区（現・中央区）法円坂の肢体不自由児施設・大阪府立大手前整肢学園（現・大阪赤十字病院附属大手前整肢学園）内に大手前分校を設置した。また1972年より南河内郡太子町に太子分教室を設置していた。
一時期は分校・分教室は3ヶ所となった。しかし太子分教室は1980年に廃止となり、中津分校は1987年に大阪府立中津養護学校として独立した。このため分校は大手前分校1ヶ所となった。大手前分校は2004年、大阪府立大手前整肢学園の移転に伴い大阪市天王寺区・大阪赤十字病院東病棟に移転している。
学校教育法改正に伴う特別支援学校制度の導入に伴い、大阪府立の盲・聾・養護学校は2008年に一斉に「支援学校」へと改称することになった。これに伴い2008年4月1日付で大阪府立堺支援学校へと校名変更を実施している。

### 年表
- 1952年4月 - 大阪府立盲学校に肢体不自由児対象の特殊学級を開設
- 1953年 - 大阪府立整肢学院に肢体不自由児対象の大阪府立盲学校分教室を設置。
- 1956年4月 - 大阪府立養護学校が開校。同時に中津分校を設置。
- 1958年4月 - 中学部設置
- 1961年4月 - 高等部設置
- 1966年4月 - 大阪府立堺養護学校と改称。
- 1967年4月 - 肢体不自由児施設・大阪府立大手前整肢学園開設と同時に、大手前分校設置
- 1972年4月 - 太子分教室を設置
- 1980年4月 - 太子分教室を廃止
- 1987年4月 - 中津分校が大阪府立中津養護学校として独立。
- 1989年4月 - 高等部に生活課程（知的障害児対象）を設置。
- 1993年 - 大手前分校に重複障害学級を設置
- 2004年4月1日 - 大手前分校が大阪市天王寺区・大阪赤十字病院東病棟に移転
- 2008年4月 - 大阪府立堺支援学校に校名変更。

## 通学区域
- 本校小学部・中学部・高等部（普通・商業） - 堺市堺区・西区・北区・中区・東区・南区・美原区
  - 高石市・和泉市・泉大津市・泉北郡忠岡町在住の児童・生徒については、 大阪府立岸和田支援学校との調整区域として、堺・岸和田の両校の選択が可能。
- 高等部生活課程 - 堺市堺区・北区の一部・西区の一部
- 大手前分校 - 大阪赤十字病院附属大手前整肢学園に入所中の児童・生徒

## 交通
（本校）
- 阪和線 上野芝駅 北へ約800m。
- 阪和線 百舌鳥駅 南へ約900m。

（大手前分校）
- 地下鉄千日前線 鶴橋駅 4号出口より西へ約400m。
- 大阪環状線・近鉄大阪線・奈良線 鶴橋駅 西へ約500m。
- 近鉄大阪線・奈良線・難波線 大阪上本町駅 東へ約800m。